# 陳宗凱 (廈門)
陳宗凱，福建廈門人。陳宗凱於1886年（光緒12年）奉旨接替蘇吉良，於澎湖群島擔任澎湖水師協副將。而隸屬台灣鎮之下的此官職職等為正二品，是台灣清治時期的這階段，扼守台灣海峽的重要武將，並統帥兩標水營，數千名水師兵勇。翌年，該官職升格為澎湖鎮總兵。
| 前任： 蘇吉良 | 澎湖水師協副將 1886年上任 | 繼任： 無（升格為澎湖鎮總兵） |